# Cmentarz żydowski na Górze Oliwnej

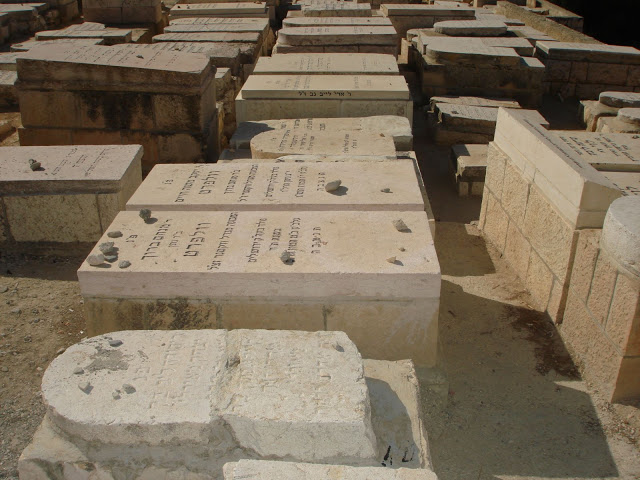
Cmentarz żydowski na Górze Oliwnej

Cmentarz żydowski na Górze Oliwnej – najstarszy i największy cmentarz żydowski na świecie położony na Górze Oliwnej w Jerozolimie. Pochówki rozpoczęto około 3000 lat temu w czasach Pierwszego Okresu Świątynnego i trwają do dziś. Na cmentarzu znajduje się od 70 000 do 150 000 grobowców. Jest najważniejszym cmentarzem dla Żydów, gdyż znajduje się na Ziemi Świętej. Każdy Żyd z każdego zakątka świata chce być pochowany na tym cmentarzu. Cmentarz jest usytuowany na zboczu Góry Oliwnej, z którego widać Wzgórze Świątynne. Ciała zmarłych są układane stopami w kierunku Starej Jerozolimy, tak aby twarze zmarłych patrzyły na miejsce, gdzie w przeszłości była Świątynia Jerozolimska, a teraz jest Ściana Płaczu.

## Historia
Podczas Pierwszego i Drugiego Okresu Świątyni Żydzi w Jerozolimie byli chowani w jaskiniach grobowych rozproszonych na zboczach Góry, a od XVI wieku cmentarz zaczął przybierać swój obecny kształt. Zaczątkiem cmentarza była nekropolia Silwan, będąca obecnie jego częścią. Stary cmentarz żydowski rozciągnięty na zboczach Góry Oliwnej, z widokiem na dolinę rzeki Cedron, wypływającej z dolnej, jego starożytnej części, w której zachowały się żydowskie groby z okresu Drugiej Świątyni. Tutaj od tysięcy lat nieprzerwanie odbywają się pochówki. Cmentarz znajdował się dość blisko Starego Miasta, a jego główną zaletą było to, że leżał on po drugiej stronie Doliny Cedronu od Wzgórza Świątynnego. Zgodnie z żydowską tradycją, tutaj, gdy pojawi się Mesjasz, to rozpocznie się Zmartwychwstanie Umarłych. Proroctwo to jest opisane w Księdze Zachariasza (Rozdział 14). Od XX wieku Żydzi z całego świata zaczęli przybywać do Jerozolimy, a wielu w podeszłym wieku decydowało przeżyć tu resztę swojego życia i być pochowanym na miejscu świętym. Obecnie również wielu Żydów chce być tu pochowanych, ale mogą sobie na to pozwolić tylko najbogatsi; koszt miejsca na tym cmentarzu wynosi od kilku do kilkudziesięciu tysięcy dolarów.

## Pochowani
Na cmentarzu pochowanych jest wiele sławnych postaci, takich jak rabini, pisarze, mężowie stanu, żołnierze i obywatele zasłużeni dla Izraela. Pochowani są tu między innymi: Szemu’el Josef Agnon, laureat Nagrody Nobla w dziedzinie literatury; szósty premier Izraela Menachem Begin oraz ofiary buntów arabskich w 1929 i w latach 1936–1939, a także polegli w wojnie o niepodległość Izraela w 1948 roku.